# 蘇利南簽證政策
外國公民入境蘇利南必須獲得签证，除享有免簽證資格的國家的公民外。蘇利南簽證由外交部及其駐外使領館簽發，意在規範和便利移民的流動。入境旅客的护照必須有6個月以上有效期。

## 分布地圖

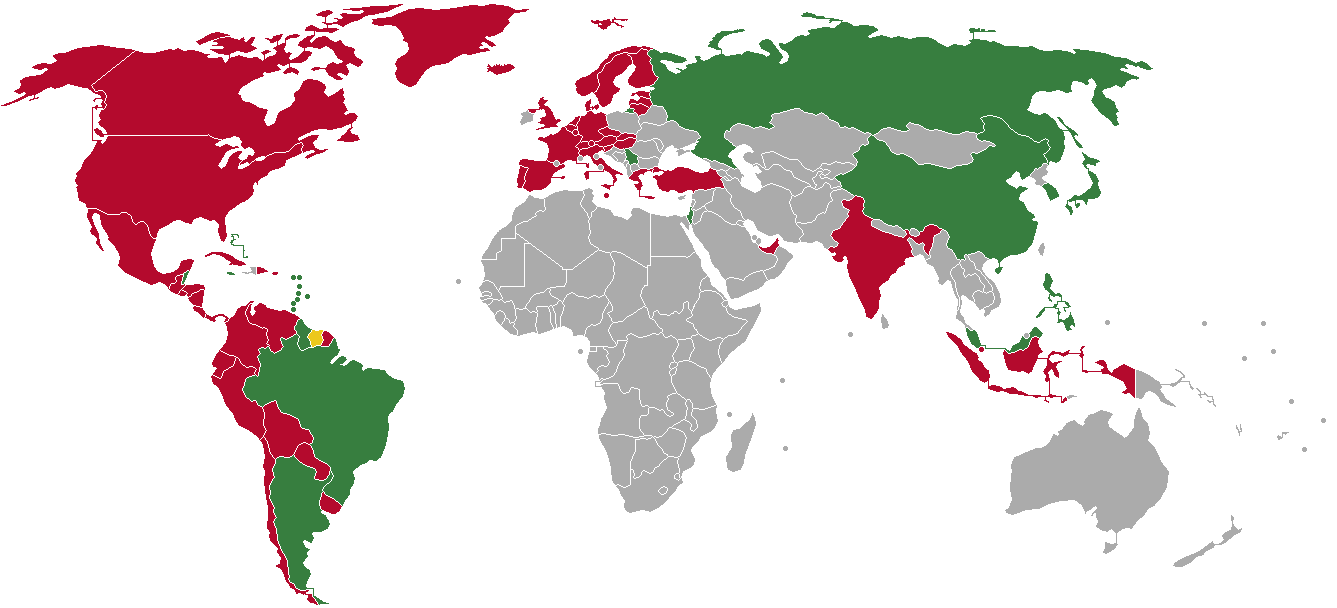
蘇利南簽證政策
蘇利南
免簽證
電子旅遊卡
電子簽證

## 免簽證
下列國家和地區的公民可免簽證入境蘇利南，除特別註明外，可停留90天。
| - 安地卡及巴布達 - 阿根廷 - 阿鲁巴1 - 巴哈马 - 1 - 巴西 - 1 - 多米尼克 - 格瑞那達 | - 以色列 - 牙买加 - 2 - 1 - 圣基茨和尼维斯 - 圣卢西亚 - 1 - 荷屬聖馬丁1 - 千里達及托巴哥 |  |

| - 香港 - 日本 - 俄羅斯 |

| - 中华人民共和国 - 马来西亚 - 菲律賓 | - 塞爾維亞 |  |

1 - 仅限居住在该领地的荷兰护照持有者

2 - 仅限由蒙特塞拉特当局签发的英国海外领土公民护照持有者

## 落地签证
落地签证政策将于2019年10月18日终止，届时旅客须申请电子旅游卡入境。
下列國家和地區的公民可获得落地旅游签证（旅游卡）：
- 约翰·阿道夫·彭格尔国际机场（40美元）
- 阿姆斯特丹斯希普霍尔机场（35欧元）

| - 奥地利 - 比利时 - 玻利维亚 - 加拿大 - 智利 - 中國 - 哥伦比亚 - 古巴 - 捷克 - 丹麦 - 薩爾瓦多 - 爱沙尼亚 - 芬兰 - 法國 - 德国 - 希腊 - 匈牙利 - 冰島 - 印度 - 印度尼西亞 - 義大利 | - 拉脫維亞 - 列支敦斯登 - 立陶宛 - 盧森堡 - 馬爾他 - 墨西哥 - 荷蘭 (欧洲部分) - 尼加拉瓜 - 挪威 - 巴拿马 - 巴拉圭 - 秘魯 - 葡萄牙 - 塞爾維亞 - 新加坡 - 斯洛伐克 - 斯洛維尼亞 - 西班牙 - 瑞典 - 瑞士 - 阿联酋 - 英国3 - 美国 - 土耳其 - 乌拉圭 - 委內瑞拉 |

3 - 仅限英国公民、除了蒙特塞拉特以外的英国海外领土公民和英国国民（海外）

## 电子签证
2019年3月，苏里南当局表示要推行电子签证和电子旅游卡。2019年4月，在与VFS Global的合作下，电子签证系统启用，所有国家的公民可在距离出发至少72小时使用此系统申请签证。
电子旅游卡收费40美元，其他类型的签证收费15至360美元不等。